# Попельнянська вулиця
Попільня́нська ву́лиця  — вулиця в Солом'янському районі міста Києва, місцевість Новокараваєві дачі. Пролягає від Відрадного проспекту до Новопольової вулиці.
Прилучаються вулиці Знам'янська, Газова, Танкістів, Патріотів, Одеська, Залісна, Планерна і Постова.

## Історія
Вулиця виникла у середині XX століття під назвою 149-та Нова. Сучасна назва — з 1944 року, на честь селища Попільня на Житомирщині.